# Friedrich Kettler
Friedrich I Kettler (Mitau, 25 novembre 1569 – Mitau, 17 agosto 1642) fu Duca di Curlandia e Semigallia dal 1587 al 1642.

## Biografia
Primogenito del duca Gotthard I e di sua moglie, Anna di Meclemburgo, ebbe in gioventù un'ottima educazione, nonché la possibilità di approfondire la sua formazione viaggiando attraverso l'Europa.
Alla morte del padre, nel 1587, divenne reggente del ducato con il fratello Wilhelm sino al 1595; i due divisero i beni paterni nel 1596 come da volontà del defunto genitore. Friedrich ottenne la parte orientale del Ducato (la Semigallia, con capitale Mitau), mentre al fratello Wilhelm spettò la parte occidentale, la Curlandia propriamente detta (con capitale Goldingen).
La guerra polacco-svedese vide i due duchi schierare congiuntamente le loro truppe in battaglia contro la Svezia, con Friedrich che si pose alla testa dei suoi 300 cavalieri nella battaglia di Salaspils (1605). Durante il conflitto, l'aristocrazia curlandese accrebbe la propria resistenza contro i fratelli Kettler, finché nel 1617 l'Assemblea Regionale di Curlandia (Landtag), riunitasi nel castello di Schrunden decise che il duca Wilhelm, accusato di aver pianificato l'assassinio dei fratelli Nolde, i due principali esponenti della fazione nobiliare, doveva essere privato del suo titolo e bandito dal ducato.
L'anno successivo, Friedrich venne eletto quale unico duca di Curlandia e Semigallia e approvò una nuova costituzione, la Formula Regiminis, che lo costrinse a concedere maggiori potere ed autonomia ai nobili locali, nonché la libertà religiosa per i cattolici. Tra le nuove regole indicate dal documento, venne stabilito che il duca non avrebbe potuto prendere decisioni senza prima aver ottenuto il consenso dell'assemblea dei nobili del ducato.; è pertanto possibile affermare che ciò rese di fatto la Curlandia una delle prime monarchie costituzionali moderne.
Dal 1618-19, il territorio del Ducato di Curlandia fu uno dei teatri dove Svezia e Polonia-Lituania combatterono una serie di conflitti pluriennali per assicurarsi il predominio nell'area baltica. Nel 1622 la residenza del duca a Mitau venne circondata dall'esercito svedese, costringendo Friedrich a spostarsi a Goldingen senza opporre resistenza. Dal 1625 il duca Friedrich, pur senza venir meno ai suoi obblighi di vassallaggio con la Confederazione, tentò di preservare il suo paese dalla guerra cercando di siglare accordi che assicurassero la neutralità del Ducato, ma senza successo.
Friedrich sposò Elisabetta Maddalena di Pomerania nel 1600,  ma la coppia non ebbe eredi e pertanto nel 1625 egli propose il figlio di suo fratello Wilhelm, Jacob, quale suo erede e successore. Il consiglio ducale accolse positivamente la proposta e lo nominò co-reggente nel 1638.
Il duca si spense il 17 agosto del 1642, all'età di 72 anni. Venne sepolto nella cripta ducale del palazzo di Mitau, stesso luogo che ospita la tomba del padre Gotthard, suo predecessore.

## Ascendenza
|                                                  |                                         |                                                | Genitori                                     |  |  | Nonni |  |  | Bisnonni                                                    |  |  | Trisnonni                                        |  |
|                                                  |                                         |                                                |                                              |  |  |       |  |  | Gottardo Kettler, signore di Melrich, Neu-Assen e Hovestadt |  |  | Goswin Kettler, signore di Neu-Assen e Hovestadt |  |
|                                                  |                                         |                                                |                                              |  |  |       |  |  | Gottardo Kettler, signore di Melrich, Neu-Assen e Hovestadt |  |  | Goswin Kettler, signore di Neu-Assen e Hovestadt |  |
|                                                  |                                         | Elisabetta di Hatzfeld                         |                                              |  |  |       |  |  | Gottardo Kettler, signore di Melrich, Neu-Assen e Hovestadt |  |  |                                                  |  |
| Gottardo Kettler, signore di Melrich             |                                         |                                                |                                              |  |  |       |  |  | Gottardo Kettler, signore di Melrich, Neu-Assen e Hovestadt |  |  |                                                  |  |
|                                                  |                                         | Margherita di Bronckhorst-Batenburg            | Dirk von Bronckhorst, signore di Batenburg   |  |  |       |  |  |                                                             |  |  |                                                  |  |
|                                                  |                                         | Margherita di Bronckhorst-Batenburg            | Dirk von Bronckhorst, signore di Batenburg   |  |  |       |  |  |                                                             |  |  |                                                  |  |
|                                                  |                                         | Margherita di Bronckhorst-Batenburg            | Caterina, signora di Gronsfeld               |  |  |       |  |  |                                                             |  |  |                                                  |  |
| Gottardo Kettler, duca di Curlandia e Semigallia |                                         | Margherita di Bronckhorst-Batenburg            |                                              |  |  |       |  |  |                                                             |  |  |                                                  |  |
|                                                  |                                         | Guglielmo di Nesselrode, signore di Stein      | Giovanni di Nesselrode, signore di Stein     |  |  |       |  |  |                                                             |  |  |                                                  |  |
|                                                  |                                         | Guglielmo di Nesselrode, signore di Stein      | Giovanni di Nesselrode, signore di Stein     |  |  |       |  |  |                                                             |  |  |                                                  |  |
|                                                  |                                         | Guglielmo di Nesselrode, signore di Stein      | Caterina di Gemen                            |  |  |       |  |  |                                                             |  |  |                                                  |  |
| Sibilla di Nesselrode-Stein                      |                                         | Guglielmo di Nesselrode, signore di Stein      |                                              |  |  |       |  |  |                                                             |  |  |                                                  |  |
|                                                  |                                         | Elisabetta di Birgell                          | Engelberto di Birgell                        |  |  |       |  |  |                                                             |  |  |                                                  |  |
|                                                  |                                         | Elisabetta di Birgell                          | Engelberto di Birgell                        |  |  |       |  |  |                                                             |  |  |                                                  |  |
|                                                  |                                         | Elisabetta di Birgell                          | Paitza di Raesfeld                           |  |  |       |  |  |                                                             |  |  |                                                  |  |
| Federico Kettler, duca di Curlandia e Semigallia |                                         | Elisabetta di Birgell                          |                                              |  |  |       |  |  |                                                             |  |  |                                                  |  |
|                                                  | Magnus II, duca di Meclemburgo-Schwerin | Enrico IV, duca di Meclemburgo-Schwerin        |                                              |  |  |       |  |  |                                                             |  |  |                                                  |  |
|                                                  | Magnus II, duca di Meclemburgo-Schwerin | Enrico IV, duca di Meclemburgo-Schwerin        |                                              |  |  |       |  |  |                                                             |  |  |                                                  |  |
|                                                  | Magnus II, duca di Meclemburgo-Schwerin | Dorotea di Brandeburgo                         |                                              |  |  |       |  |  |                                                             |  |  |                                                  |  |
| Alberto VII, duca di Meclemburgo-Güstrow         | Magnus II, duca di Meclemburgo-Schwerin |                                                |                                              |  |  |       |  |  |                                                             |  |  |                                                  |  |
|                                                  |                                         | Sofia di Pomerania-Wolgast                     | Eric II, duca di Pomerania-Wolgast           |  |  |       |  |  |                                                             |  |  |                                                  |  |
|                                                  |                                         | Sofia di Pomerania-Wolgast                     | Eric II, duca di Pomerania-Wolgast           |  |  |       |  |  |                                                             |  |  |                                                  |  |
|                                                  |                                         | Sofia di Pomerania-Wolgast                     | Sofia di Pomerania-Stolp                     |  |  |       |  |  |                                                             |  |  |                                                  |  |
| Anna di Meclemburgo-Güstrow                      |                                         | Sofia di Pomerania-Wolgast                     |                                              |  |  |       |  |  |                                                             |  |  |                                                  |  |
|                                                  |                                         | Gioacchino I, principe elettore di Brandeburgo | Giovanni I, principe elettore di Brandeburgo |  |  |       |  |  |                                                             |  |  |                                                  |  |
|                                                  |                                         | Gioacchino I, principe elettore di Brandeburgo | Giovanni I, principe elettore di Brandeburgo |  |  |       |  |  |                                                             |  |  |                                                  |  |
|                                                  |                                         | Gioacchino I, principe elettore di Brandeburgo | Margherita di Sassonia                       |  |  |       |  |  |                                                             |  |  |                                                  |  |
| Anna di Brandeburgo                              |                                         | Gioacchino I, principe elettore di Brandeburgo |                                              |  |  |       |  |  |                                                             |  |  |                                                  |  |
|                                                  |                                         | Elisabetta di Danimarca                        | Giovanni, re di Danimarca                    |  |  |       |  |  |                                                             |  |  |                                                  |  |
|                                                  |                                         | Elisabetta di Danimarca                        | Giovanni, re di Danimarca                    |  |  |       |  |  |                                                             |  |  |                                                  |  |
|                                                  |                                         | Elisabetta di Danimarca                        | Cristina di Sassonia                         |  |  |       |  |  |                                                             |  |  |                                                  |  |
|                                                  |                                         | Elisabetta di Danimarca                        |                                              |  |  |       |  |  |                                                             |  |  |                                                  |  |